# جدار جبار
جدار جبار هو النسخة العربية من البرنامج الياباني"Brain Wall"، وهو برنامج ألعاب وترفيه وتنافس بين فريقين، كل فريق مؤلف من ثلاثة أشخاص يعرض أسبوعيا على قناة أبو ظبي الأولى الإماراتية. انطلق الموسم الأول للبرنامج في 27 سبتمبر 2010 وقدمه الإعلامي الإماراتي منصور الغساني، أما الموسم الثاني قدمه الإعلامي الإماراتي سعيد المعمري في عام 2011. وتم تسجليه البرنامج في استوديوهات شركة آي ماجيك اللبنانية في مدينة بيروت. الجائزة المقدمة في البرنامج قدرها 30.000 درهم إماراتي.

## طريقة اللعب
يتم إدخال فريقين مقسمين إلى فريق اللون الأزرق وآخر لونه أحمر، كل فريق مؤلف من ثلاثة أشخاص سواء من عائلة واحدة، ثلاثة أصدقاء أو ثلاثة من بلدان عربية مختلفة. فكرة البرنامج بسيطة جدا، على المشترك أن يستعمل عقله وجسمه لكي يستطيع المرور عبر الجدار الذي سيواجهه.
الجدار يظهر فجأة وهناك ثواني قليلة على الفريق أو الشخص، وذلك حسب المرحلة. خلال هذه المدة القصيرة، أن يتحضر لكي يلائم جسمه الفراغ الموجود بالحائط وأن يمر من خلاله، وإلا سوف يقع في بركة مياه ويخسر نقاط المعطاة لذلك الجدار.

## مراحل المسابقة
- المرحلة الأولى جدار مكار: فيها الجدار مخصص لشخص واحد وقيمته عشرة علامات.
- المرحلة الثانية جدار قهار: فيها الجدار مخصص لشخصين وقيمته عشرون علامة.
- المرحلة الثالثة جدار محتار أو جدار غدار: قيمته عشرون علامة والفريق الحاصل على أكبر عدد من العلامات يختار أي من الجدارين يريد مواجهته.

في الجدار المحتار يتم طرح سؤال وللحائط بابان، وخلف الإجابة الصحيحة المدخل المفتوح للعبور أما الخاطئ مسدود يؤدي للوقوع في بركة المياه.
- المرحلة الرابعة جدار جزار: فيها الجدار مخصص لكامل الفريق، قيمته ثلاثون علامة والهدف إيقاع الثلاثة في الماء. إذا وقع واحد أم اثنان لا يحصلون على العلامات.
- المرحلة الخامسة والأخيرة جدار جبار: فيها الجدار مزدوج السرعة، قيمته ثلاثون ألف درهم إماراتي. الفريق الحاصل على علامات أكثر، يحق له اختيار اللعب أو لا. بهذه الحالة الفريق الخاسر يواجه الجدار، إذا استطاع عبوره يفوز بجائزة البرنامج.

الفرق تخسر من قيمة علامة الجدار، ولو عبروه إذا قاموا بخسر جزء منه أو العبور لم يتم بشكل سليم. هذه القاعدة تطابق في جميع المراحل السابقة.

## وصلات خارجية
- صفحة البرنامج على موقع قناة أبو ظبي الأولى